# Пиер-Огюст Реноар
Пиер-Огюст Реноар (на френски: Pierre-Auguste Renoir) е френски художник, един от основоположниците на импресионизма, наред с Клод Моне, Пол Сезан и Алфред Сисле. В картините му са усеща и влиянието на Йожен Дьолакроа, Гюстав Курбе, Едуар Мане и Камий Коро.
Пеир-Огюст Реноар е баща на кинорежисьора Жан Реноар.

## Биография
Пиер-Огюст Реноар е роден през 1841 в Лимож, Централна Франция. Той е шестото дете в семейство на шивач и обща работничка. Семейството се премества в Париж през 1845. През 1854 Реноар започва да работи във фабрика за порцелан, където се научава да рисува цветни сюжети върху чинии. През 1860 година става копировач в Лувъра. Преди да започне да учи изобразително изкуство той работи на още няколко места, където рисува украси на ветрила и религиозни сцени върху плат, предназначени за християнските мисионери.
През 1862 Реноар започва да учи рисуване при Шарл Глейр, където негови съученици и приятели са Алфред Сисле, Фредерик Базил и Клод Моне. Първата си картина излага през 1864 – „Танцуващата Есмералда“. Признание получава едва десет години по-късно, след първата изложба на импресионистите през 1874.
През 80-те години Реноар се отдръпва от импресионизма и възприема по-класически стил на рисуване. През 1881 – 1882 той пътува в Алжир, Испания и Италия. В Палермо се запознава с германския композитор Рихард Вагнер и рисува негов портрет. Лятото на 1883 прекарва на остров Джърси.
През 1890 Реноар се жени за Алин Шариго, от която има трима сина. Около 1892 се разболява от ревматоиден артрит, който с времето все повече затруднява движенията му.
През 1907 той се премества в Кан сюр Мер в Прованс, където климатът е по-топъл. През последните години от живота си трябва да използва инвалидна количка, рисува все по-трудно. Пиер-Огюст Реноар умира от пневмония през 1919 година.